# Róbert Kafka
Róbert Kafka (* 2. April 1962  in Bratislava) ist ein ehemaliger slowakischer Fußballspieler.

## Vereinskarriere
Kafka begann mit dem Fußballspielen bei TJ Láb. Im Alter zwischen 12 und 17 Jahren spielte er für Slovan Bratislava, anschließend kehrte er nach Láb zurück.
Kafkas erste Station im Erwachsenenbereich war in der Saison 1981/82 Spoje Bratislava. 1983 wechselte der Mittelfeldspieler zu FC Zbrojovka Brno in die zweite tschechoslowakische Liga. Anfang 1987 ging Kafka zum damaligen Erstligisten RH Cheb, um dort seinen zweijährigen Wehrdienst abzuleisten. In 55 Spielen für Cheb erzielte der Slowake 13 Tore.
Im Januar 1989 kehrte Kafka nach Brünn zurück und stieg mit Zbrojovka in die 1. tschechoslowakische Liga auf. Am Klassenerhalt der Mannschaft hatte Kafka großen Anteil: In 30 Spielen schoss er 18 Tore.
Daraufhin wechselte der Slowake in die französische Division 2 zum FC Bourges. Nach zwei Jahren kehrte er nach Brünn zurück, nach nur einem halben Jahr zog er weiter zum FC Petra Drnovice. Dort blieb Kafka insgesamt fünfeinhalb Jahre. In 126 Erstligaspielen schoss er 15 Tore. 1996 und 1998 erreichte er mit seiner Mannschaft das Finale des tschechischen Pokals, in dem das Team aber beide Male unterlag.
Zur Saison 1998/99 wechselte Kafka zum FC Karviná, stieg mit der Mannschaft jedoch ab. Anschließend spielte der Slowake in unterklassigen Ligen in Österreich, der B-Mannschaft in Drnovice und seinem einstigen Jugendverein ŠK Láb, wo er auch Spielertrainer war.